# Ханагуа, Азиз Михайлович
Азиз Михайлович Ханагуа (1906 год, село Мгудзырхуа, Сухумский округ, Кутаисская губерния, Российская империя — 1972 год, Абхазская АССР, Грузинская ССР) — председатель колхоза имени Ворошилова Гудаутского района Абхазской АССР, Грузинская ССР. Герой Социалистического Труда (1948).

## Биография
Родился в 1906 году в крестьянской семье в селе Мгудзырхуа Сухумского округа.
После окончания средней школы трудился учителем, затем — директором в начальной школе в родной деревне. С 1936 года — инструктор Гудаутского райкома партии, с 1938 года — уполномоченный Министерства заготовок по Гудаутскому району. В 1945 году избран председателем колхоза имени Ворошилова Гудаутского района с усадьбой в селе Абгархук.
В 1947 году колхоз сдал государству в среднем с каждого гектара по 72,25 центнера кукурузы с участка площадью 15 гектаров. Указом Президиума Верховного Совета СССР от 21 февраля 1948 года удостоен звания Героя Социалистического Труда за «получение высоких урожаев кукурузы и пшеницы в 1947 году» с вручением ордена Ленина и золотой медали «Серп и Молот» (№ 743).
Этим же Указом званием Героя Социалистического Труда были также награждены труженики колхоза имени Ворошилова Гудаутского района бригадир Зинаида Хошитовна Багателия и звеньевая её бригады Любовь Кучовна Шамба.
С 1952 года — заведующий Гудаутской конторы объединения «Заготзерно», в последующие годы трудился на различных руководящих и хозяйственных должностях Абхазской АССР.
Скончался в 1972 году.